# ТЕС Рувайс
24°8′6″ пн. ш. 52°43′55″ зх. д. / 24.13500° пн. ш. 52.73194° зх. д.
ТЕС Рувайс – теплова електростанція на північному заході емірату Абу-Дабі (Об'єднані Арабські Емірати), створена для обслуговування потреб нафтопереробного заводу Рувайс.
Наприкінці 1990-х на НПЗ Рувайс запустили дві лінії з переробки конденсату, що збільшило пропускну здатність майданчику втричі. При цьому для покриття потреб у елктроенергії тут в 1999 – 2000 роках запустили чотири газові турбіни потужністю по 160 МВт. Три з них доповнили котлами-утилізаторами, проте не з метою створення комбінованого парогазового цикла по виробництву електроенергії, а задля живлення установки опріснення води продуктивністю 15 млн літрів на добу.
У 2019 році з компанією General Electric уклали угоду на модернізацію двох турбін, яка повинна збільшити їх потужність на 23 МВт.
ТЕС розрахована на споживання природного газу, який постачається по трубопроводу Хабшан – Рувайс. 
Для охолодження використовують морську воду.
Станція має зв’язок із енергосистемою по ЛЕП, розрахованій на роботу під напругою 132 кВ.
Можливо відзначити, що в середині 2010-х став до ладу комплекс НПЗ Рувайс-Захід, який подвоїв потужність майданчику та, відповідно, суттєво збільшив потреби у електроенергії. Водночас, ще з початку попереднього десятиліття поблизу розвивається комплекс теплових електростанцій – Шувейхат 1, Шувейхат 2, Шувейхат 3.